# 43e Primetime Emmy Awards
De 43e Primetime Emmy Awards, waarbij prijzen werden uitgereikt in verschillende categorieën voor de beste Amerikaanse televisieprogramma's die in primetime werden uitgezonden tijdens het televisieseizoen 1990-1991, vond plaats op 25 augustus 1991 in het Pasadena Civic Auditorium in Pasadena, Californië.

## Winnaars en nominaties - televisieprogramma's
(De winnaars staan bovenaan in vet lettertype.)

#### Dramaserie
(Outstanding Drama Series)
- L.A. Law
  - China Beach
  - Northern Exposure
  - Quantum Leap
  - thirtysomething

#### Komische serie
(Outstanding Comedy Series)
- Cheers
  - Designing Women
  - The Golden Girls
  - Murphy Brown
  - The Wonder Years

#### Miniserie en special
(Outstanding Drama/Comedy Special and Miniseries)
- Separate But Equal
  - Decoration Day
  - The Josephine Baker Story
  - Paris Trout
  - Sarah, Plain and Tall
  - Switched at Birth

#### Varieté-, Muziek- of komische show
(Outstanding Variety, Music or Comedy Program)
- 63ste Oscaruitreiking
  - In Living Color
  - Late show with David Letterman
  - The Tonight Show Starring Johnny Carson
  - The Kennedy Center Honors: A Celebration of the Performing Arts
  - The Muppets Celebrate Jim Henson

## Winnaars en nominaties - acteurs

### Hoofdrollen

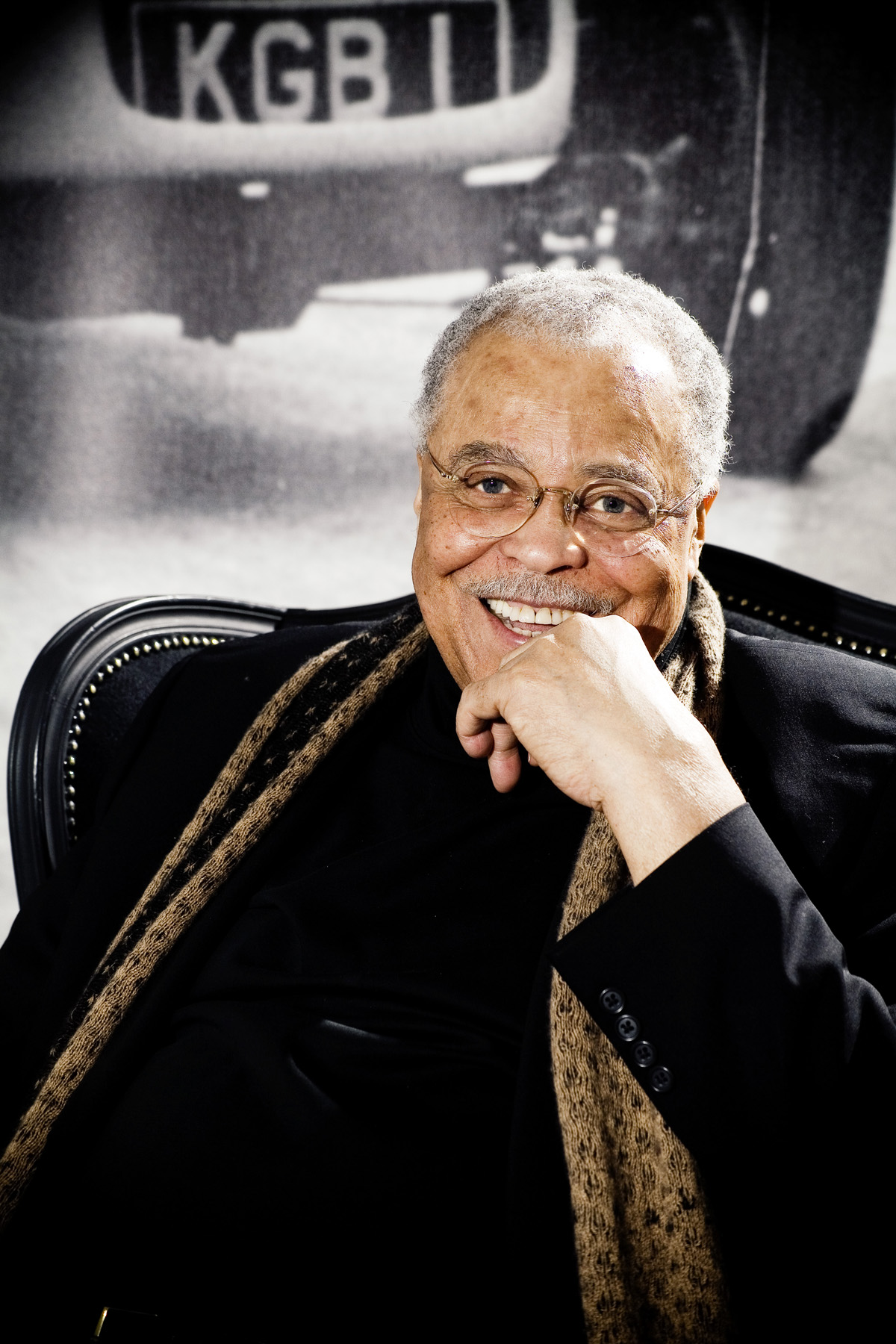
James Earl Jones (Gabriel's Fire), winnaar mannelijke hoofdrol in een dramaserie

#### Mannelijke hoofdrol in een dramaserie
(Outstanding Lead Actor in a Drama Series)
- James Earl Jones als Gabriel Bird in Gabriel's Fire
  - Scott Bakula als Sam Beckett in Quantum Leap
  - Peter Falk als Columbo in Columbo
  - Kyle MacLachlan als Special Agent Dale Cooper in Twin Peaks
  - Michael Moriarty als Ben Stone in Law & Order

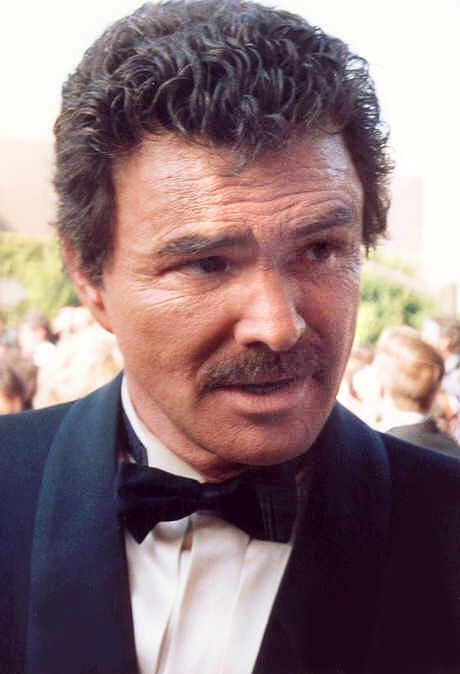
Burt Reynolds (Evening Shade), winnaar mannelijke hoofdrol in een komische serie

#### Mannelijke hoofdrol in een komische serie
(Outstanding Lead Actor in a Comedy Series)
- Burt Reynolds als Wood Newton in Evening Shade
  - Ted Danson als Sam Malone in Cheers
  - John Goodman als Dan Conner in Roseanne
  - Richard Mulligan als Harry Weston in Empty Nest
  - Craig T. Nelson als Coach Hayden Fox in Coach

#### Mannelijke hoofdrol in een miniserie
(Outstanding Lead Actor in a Miniseries or a Special)
- John Gielgud als Haverford Downs in Summer's Lease
  - James Garner als Albert Sidney Finch in Decoration Day
  - Dennis Hopper als Paris Trout in Paris Trout
  - Christopher Walken als Jacob Witting in Sarah, Plain and Tall
  - Sidney Poitier als Thurgood Marshall in Separate But Equal

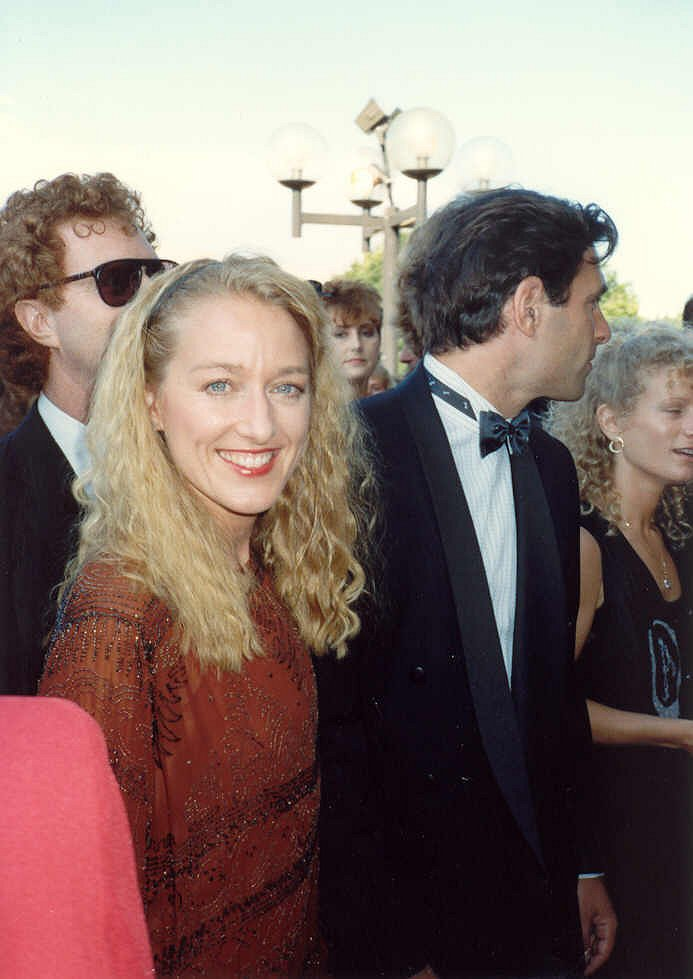
Patricia Wettig (thirtysomething), winnaar vrouwelijke hoofdrol in een dramaserie

#### Vrouwelijke hoofdrol in een dramaserie
(Outstanding Lead Actress in a Drama Series)
- Patricia Wettig als Nancy Krieger Weston in thirtysomething
  - Dana Delany als Nurse Colleen McMurphy in China Beach
  - Sharon Gless als Fiona Rose 'Rosie' O'Neill in The Trials of Rosie O'Neill
  - Angela Lansbury als Jessica Fletcher in Murder, She Wrote

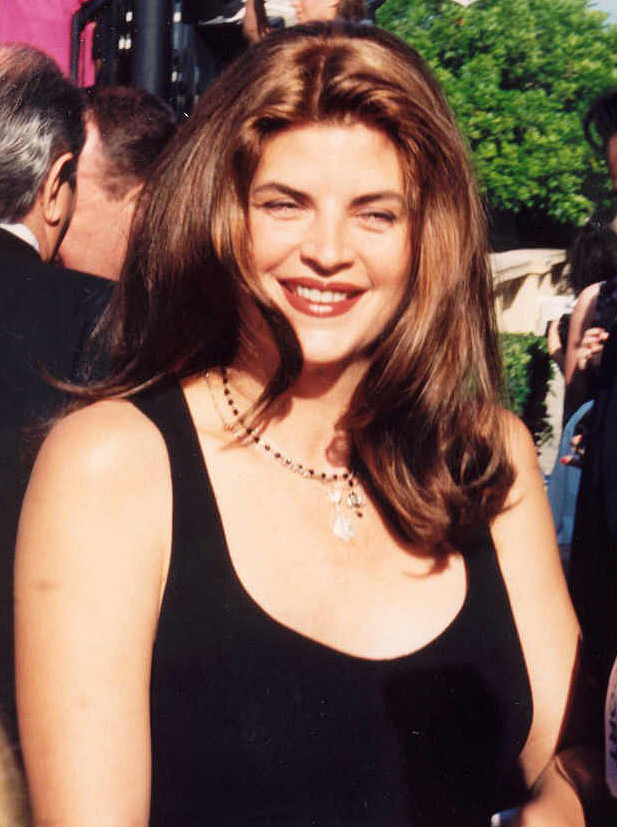
Kirstie Alley (Cheers), winnaar vrouwelijke hoofdrol in een komische serie

#### Vrouwelijke hoofdrol in een komische serie
(Outstanding Lead Actress in a Comedy Series)
- Kirstie Alley als Rebecca Howe in Cheers
  - Candice Bergen als Murphy Brown in Murphy Brown
  - Blair Brown als Molly Dodd in The Days and Nights of Molly Dodd
  - Delta Burke als Suzanne Sugarbaker in Designing Women
  - Betty White als Rose Nylund in The Golden Girls

#### Vrouwelijke hoofdrol in een miniserie
(Outstanding Lead Actress in a Miniseries or a Special)
- Lynn Whitfield als Josephine Baker in The Josephine Baker Story
  - Suzanne Pleshette als Leona Helmsley in Leona Helmsley: The Queen of Mean
  - Lee Purcell als Bessie Robertson in Long Road Home
  - Barbara Hershey als Hanna Trout in Paris Trout
  - Glenn Close als Sarah Wheaton in Sarah, Plain and Tall

### Bijrollen

#### Mannelijke bijrol in een dramaserie
(Outstanding Supporting Actor in a Drama Series)
- Timothy Busfield als Elliot Weston in thirtysomething
  - David Clennon als Miles Drentell in thirtysomething
  - Richard Dysart als Leland McKenzie in L.A. Law
  - Jimmy Smits als Victor Sifuentes in L.A. Law
  - Dean Stockwell als Al the Observer in Quantum Leap

#### Mannelijke bijrol in een komische serie
(Outstanding Supporting Actor in a Comedy Series)
- Jonathan Winters als Gunny Davis in Davis Rules
  - Charles Durning als Harlan Elldridge in Evening Shade
  - Woody Harrelson als Woody Boyd in Cheers
  - Michael Jeter als Herman Stiles in Evening Shade
  - Jerry Van Dyke als Luther Horatio Van Dam in Coach

#### Mannelijke bijrol in een miniserie
(Outstanding Supporting Actor in a Miniseries or a Special)
- James Earl Jones als Junius Johnson in Heat Wave
  - Rubén Blades als Giuseppe Pepito Abatino in The Josephine Baker Story
  - David Dukes als Jo Bouillon in The Josephine Baker Story
  - Leon Russom als Titus Wardlow in Long Road Home
  - Richard Kiley als Earl Warren in Separate But Equal

#### Vrouwelijke bijrol in een dramaserie
(Outstanding Supporting Actress in a Drama Series)
- Madge Sinclair als Empress Josephine in Gabriel's Fire
  - Marg Helgenberger als K.C. in China Beach
  - Piper Laurie als Catherine Martell in Twin Peaks
  - Melanie Mayron als Melissa Steadman in thirtysomething
  - Diana Muldaur als Rosalind Shays in L.A. Law

#### Vrouwelijke bijrol in een komische serie
(Outstanding Supporting Actress in a Comedy Series)
- Bebe Neuwirth als Lilith Crane in Cheers
  - Elizabeth Ashley als Freida Evans in Evening Shade
  - Faith Ford als Corky Sherwood in Murphy Brown
  - Estelle Getty als Sophia Petrillo in The Golden Girls
  - Rhea Perlman als Carla Tortelli in Cheers

#### Vrouwelijke bijrol in een miniserie
(Outstanding Supporting Actress in a Miniseries or a Special)
- Ruby Dee als Rowena in Decoration Day
  - Elaine Stritch als Rose in An Inconvenient Woman
  - Olympia Dukakis als Katherine Campbell in Lucky Day
  - Doris Roberts in American Playhouse
  - Vanessa Redgrave als Empress Elizabeth in Young Catherine

### Gastrollen

#### Mannelijke gastrol in een dramaserie
(Outstanding Guest Actor in a Drama Series)
- David Opatoshu als Max Goldstein in Gabriel's Fire
  - Peter Coyote als Romney Penhallow in Road to Avonlea
  - John Glover als Paul Kohler in L.A. Law
  - Dabney Coleman als Hugh Creighton in Columbo

#### Mannelijke gastrol in een komische serie
(Outstanding Guest Actor in a Comedy Series)
- Jay Thomas als Jerry Gold in Murphy Brown
  - Sheldon Leonard als Sid Nelson in Cheers
  - Tom Poston als Art Hibke in Coach
  - Danny Thomas als Leo Brewster in Empty Nest
  - Alan Oppenheimer als Eugene Kinsella in Murphy Brown

#### Vrouwelijke gastrol in een dramaserie
(Outstanding Guest Actress in a Drama Series)
- Peggy McCay als Irene Hayes in The Trials of Rosie O'Neill
  - Colleen Dewhurst als Marilla Cuthbert in Road to Avonlea
  - Penny Fuller als Mary Margaret McMurphy in China Beach
  - Eileen Brennan als Margaret Weston in thirtysomething

#### Vrouwelijke gastrol in een komische serie
(Outstanding Guest Actress in a Comedy Series)
- Colleen Dewhurst als Avery Brown in Murphy Brown
  - Frances Sternhagen als Esther Clavin in Cheers
  - Sada Thompson als Mama Lozupone in Cheers
  - Whoopi Goldberg als Professor Jordan in A Different World
  - Brenda Vaccaro als Angela Petrillo in The Golden Girls